# 黑恩斯海姆巴德湖

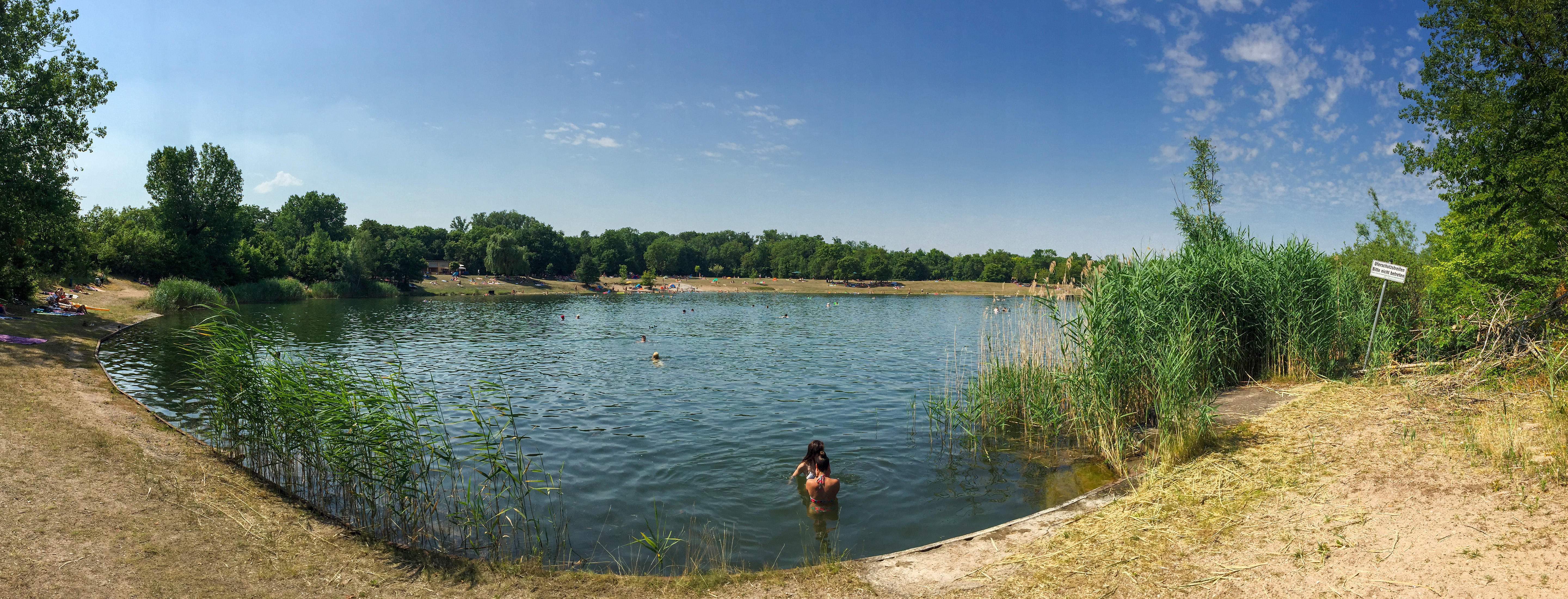

49°39′37″N 8°20′38″E / 49.66040°N 8.34390°E
黑恩斯海姆巴德湖（德語：Herrnsheimer Badesee），是德國的湖泊，位於該國西南部，由萊茵蘭-普法爾茨州負責管轄，面積0.03平方公里，海拔高度89米，最大水深4米，湖水主要來自地下水。